# Tromsøya
Tromsøya (Romssasuolu - în limba sami) este o mică insulă în strămtoarea dintre insula Kvaløya și continent (Europa). Pe partea de est a insulei, orașul Tromsø este reședința județ a regiunii Troms. Insula are 22 de kilometri pătrați și o populație de 35000 locuitori în 2007. Aeroportul Tromsø este situat pe partea de vest a insulei, iar în mijlocul insulei lacul Prestvannet este o zonă protejată. Insula este conectată cu continentul printr-un tunel și printr-un pod, iar de insula Kvaløya printr-un pod.